# Arthur Louis Aaron
V.C. Arthur Louis Aaron (Leeds, 5 marzo 1922 – Annaba, 13 agosto 1943) è stato un militare e aviatore britannico, decorato con la Victoria Cross alla memoria durante il corso della seconda guerra mondiale. Per aver compiuto 90 ore di volo in 19 missioni operative, e aver partecipato al bombardamento di Amburgo gli fu assegnata postuma anche la Distinguished Flying Medal..

## Biografia

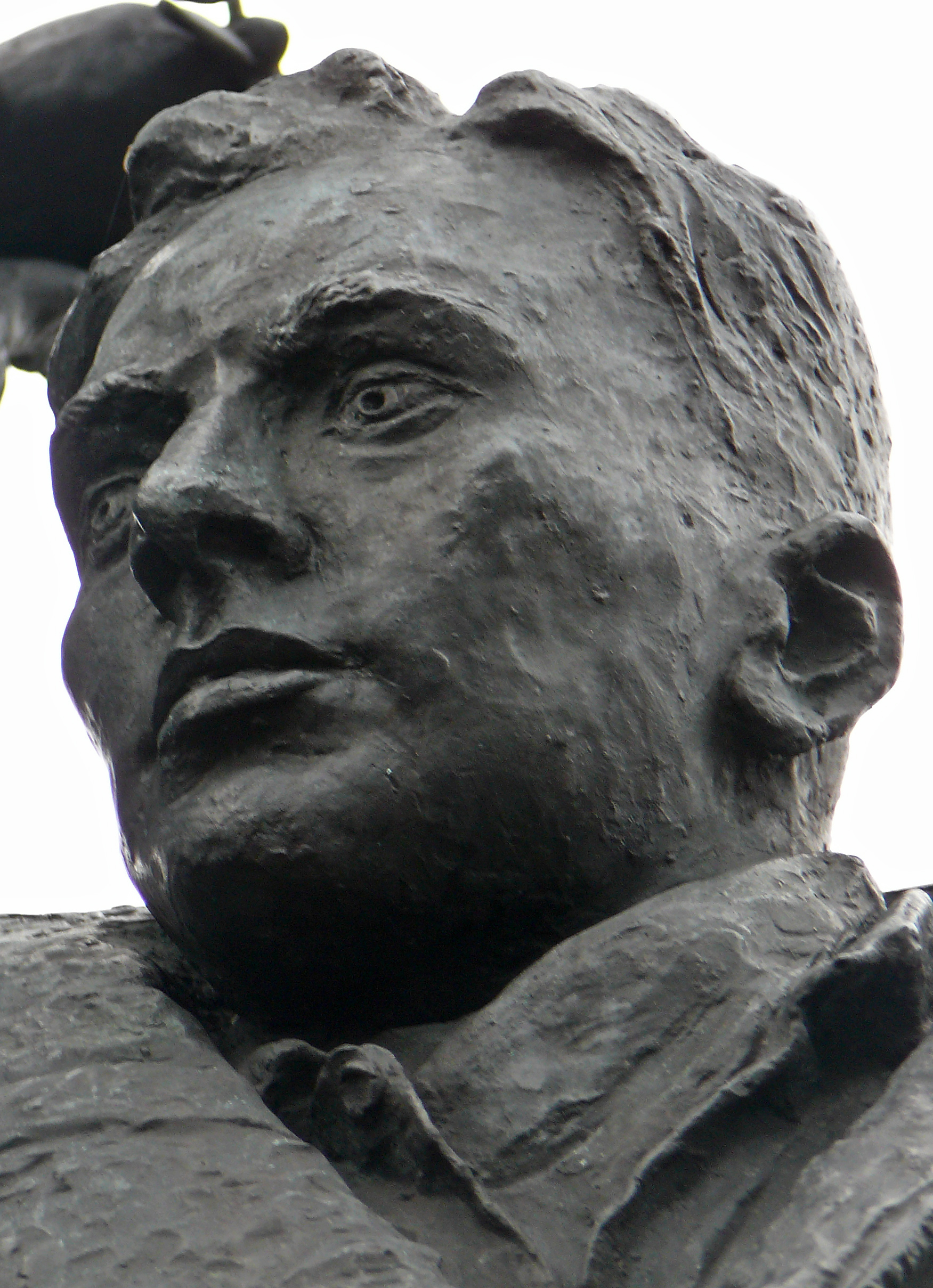
Particolare della statua eretta a Leeds in onore di Arthur Louis Aaron, VC.

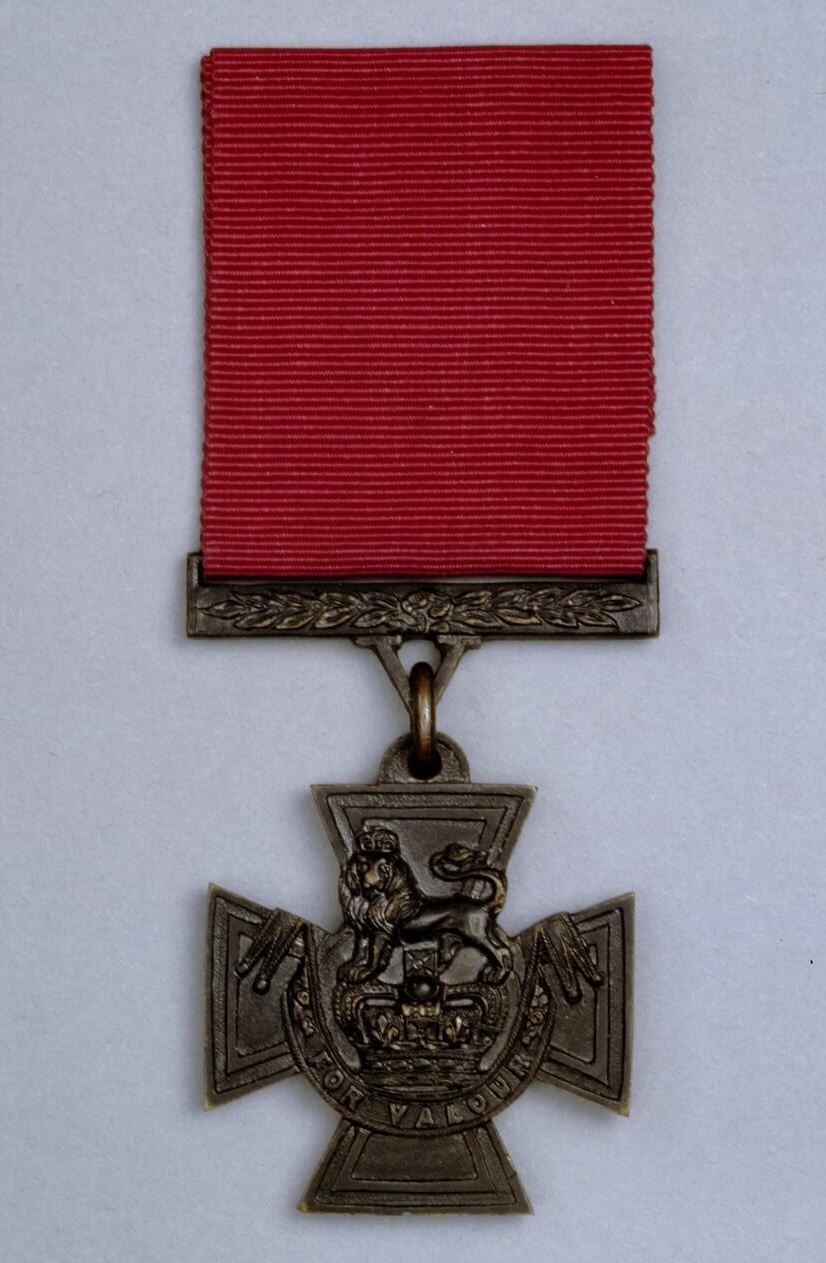
La Victoria Cross, massima onorificenza militare britannica.

Nacque a Gledhow, Leeds, nello Yorkshire occidentale, il 5 marzo 1922, figlio di Benjamin e di Rosalie Marie Marney, una signorina di origine scozzese ma nata in Svizzera, il cui padre era stato rettore dell'università di Aberdeen. Fin dall'infanzia fu attratto dall'alpinismo e dall'aviazione, ed effettuò il suo primo volo in uno dei "circhi" aerei di Alan Cobham vicino a Penrith. 
Frequentò la Roundhay Secondary School di Leeds, vincendo una borsa di studio nel 1939 ed entrò poi al Leeds College of Architecture per laurearsi in architettura. 
Sempre appassionato al mondo dell'aviazione, entrò nello Squadron dell'università di Leeds appartenente all'Air Defense Cadet Corps (in seguito divenuto Air Training Corps), e infine fu arruolato nella Royal Air Force iniziando l'addestramento pilota il 15 settembre 1941. All'inizio del mese di dicembre fu mandato negli Stati Uniti d'America iniziando a volare presso il N. 1 (British) FTS, sull'aeroporto di Terrell nel Texas, venendo promosso sergente il 19 giugno 1942.
Ritornato in Inghilterra effettuò i corsi di pilotaggio avanzato presso la No. 6 (P) AFU e la  No 26 OTU (Operational Training Unit), prima di essere inviato all'unità di conversione all'uso dei bombardieri pesanti No.1657 (HCU) al fine acquisire esperienza nel pilotaggio dei grandi quadrimotori da bombardamento a lungo raggio.  Il 17 aprile 1943 entrò in servizio presso il No.218 "Gold Coast" RAF Squadron di stanza sulla RAF Downham Market nell'East Anglia. Fu promosso sergente pilota il 1 maggio 1943 e durante i successivi tre mesi, lui e il suo equipaggio effettuarono 20 missioni in tutta Europa, bombardando un'ampia varietà di obiettivi in Germania e nei territori occupati. Per essersi particolarmente distintosi durante un'azione di bombardamento su Amburgo nel luglio 1943, quando nonostante il suo aereo fosse stato danneggiato, continuò imperterrito nell'azione e per questo fatto fu decorato con la Distinguished Flying Medal.
Il 12 agosto 1943 durante un raid lanciato su Torino, in Italia, dal Bomber Command il suo bombardiere Short Stirling (EF452) fu colpito da alcuni colpi sparati dalla contraerea. L'aereo rimase gravemente danneggiato; furono colpiti tre motori e il parabrezza andò in frantumi, le torrette difensive anteriore e posteriore furono disabilitate e i danni ai controlli di volo resero l'aereo instabile e difficile da pilotare. Il navigatore, il canadese Cornelius A. Brennan fu ucciso, mentre altri membri dell'equipaggio rimasero feriti. Lui ebbe la mascella spezzata, e parte della faccia gli fu strappata via, ed inoltre fu colpito ad un polmone e al braccio destro che rimase inutilizzabile. Nonostante le sue terribili ferite, riuscì a livellare l'aereo a una quota di 3000 piedi. Incapace di parlare sollecitò a gesti l'addetto al lancio delle bombe affinché assumesse i comandi. Il bombardiere danneggiato si diresse quindi verso le basi alleate più vicine site nel Nord Africa.
Assistito dai membri dell'equipaggio nella parte posteriore dell'aereo, gli fu somministrata della morfina, e dopo aver riposato insistette per ritornare nella cabina di pilotaggio dove con grande sforzo riprese il suo posto, ma sfinito dovette cedere nuovamente i controlli del bombardiere. Con grande dolore e sofferenza per la fatica, continuò ad aiutare l'improvvisato pilota scrivendogli indicazioni con la mano sinistra. Cinque ore dopo, con lo Stirling a corto di carburante, venne avvistato il campo d'aviazione di Bona in Algeria. Con le ultime forze rimaste diresse l'atterraggio che avvenne a carrello retratto. Subito soccorso, e trasferito in un ospedale da campo, si spense nove ore dopo.
Fu seppellito con gli onori militari nel cimitero di guerra di Bona. Il 3 novembre 1943 la London Gazette pubblicò la citazione ufficiale per l'assegnazione della Victoria Cross postuma. Per le loro partecipazione a quell'azione i membri dell'equipaggio ricevettero anch'essi delle decorazioni: il Flt. Sgt. Allan William Jessup Larden ricevette la Conspicuous Gallantry Medal mentre i sergenti Malcom Mitcham e T. Guy la Distinguished Flying Medal. 
La Victoria Cross fu consegnata ai suoi genitori il 25 febbraio 1944 da Re Giorgio VI in una apposita cerimonia tenutasi a Buckingham Palace, e poco dopo il padre Benjamin assistette a una grande parata effettuata in onore del figlio dai cadetti dell'ATC a Wellington Barracks, Londra, dove il comandante dell'Air Training Command, il maresciallo dell'aria Sir Leslie Gossage, lesse la citazione della Victoria Cross del loro ex commilitone. 
Due anni dopo, nell'agosto del 1946, la casa dei genitori di Aaron fu svaligiata e tutte le sue medaglie vennero rubate, ma dopo un appello lanciato della polizia furono restituite anonimamente per posta. Nel dicembre del 1953 suo padre diede le medaglie in prestito permanente gratuito al Leeds City Museum.
Presso la sala principale della Roundhay School di Leeds è stata posta una targa in sua memoria che riporta la citazione per cui gli è stata conferita la Victoria Cross. Per celebrare il nuovo millennio il Leeds Civic Trust ha organizzato un concorso pubblico per realizzare una statua per celebrare l'occasione e per pubblicizzare gli eroi e le eroine del passato della città. Tra i candidati c'erano Benjamin Latrobe e Sir Henry Moore. Arthur Aaron ha vinto la votazione con Don Revie secondo classificato davanti a Joshua Tetley e Frankie Vaughan. La statua, posizionata su una rotatoria nella parte orientale del centro città, vicino al West Yorkshire Playhouse, è stata inaugurata il 24 marzo 2001 da Malcolm Mitchem, l'ultimo membro sopravvissuto dell'aereo. La scultura in bronzo di cinque metri è stata realizzata da Graham Ibbeson. Ci furono polemiche sull'ubicazione della statua, e fu proposto di trasferirla a Millennium Square fuori dal Leeds City Museum. Tuttavia, a partire dal 2012 la statua rimane sulla rotonda.

## Onorificenze

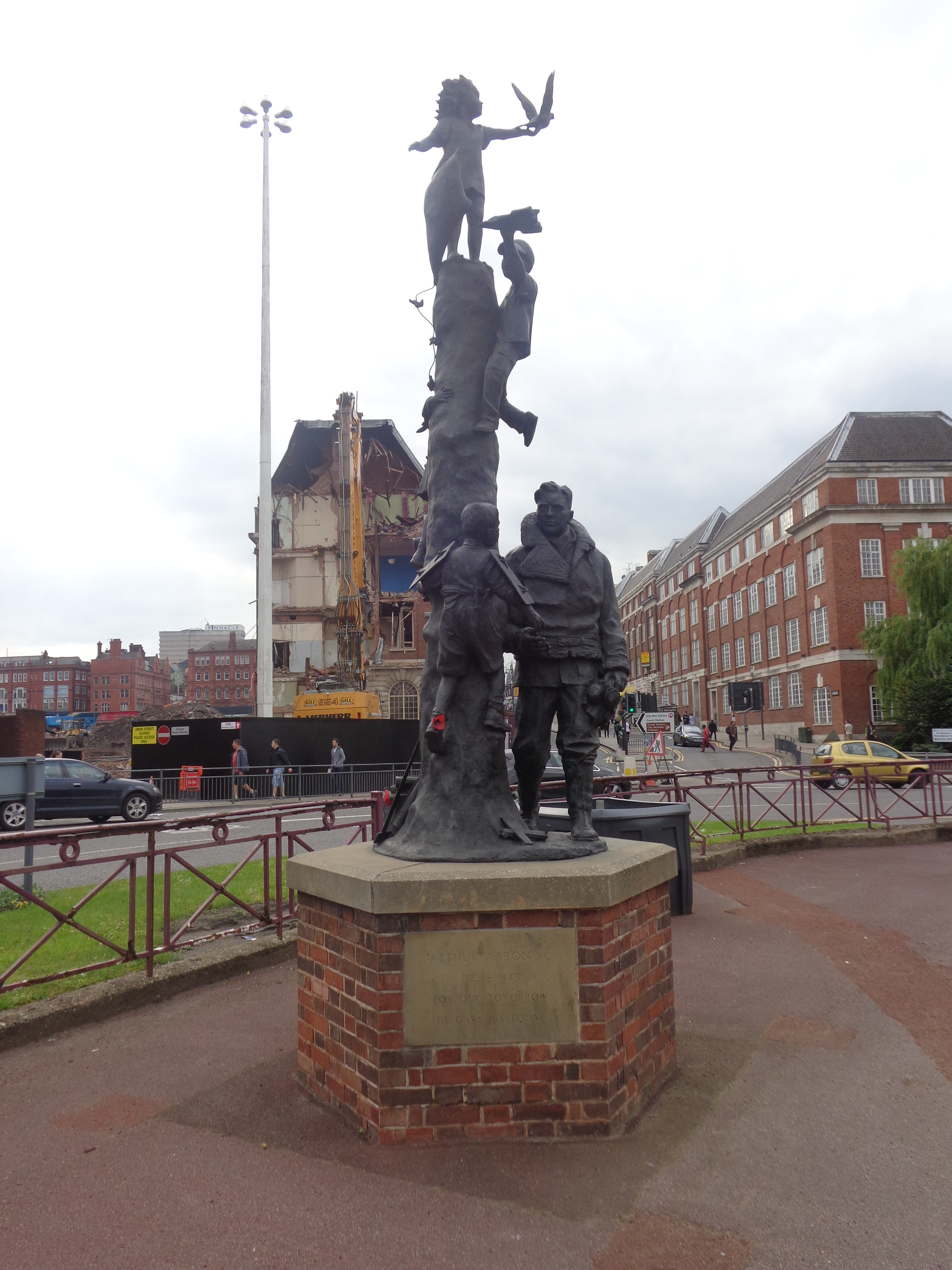
Memoriale eretto su una rotatoria di Leeds in onore del sergente pilota Arthur Louis Aaron.

### Annotazioni
1. ↑  All'epoca in cui Arthur Aaron la frequentava il preside era il professore B.A. Farrow.

### Fonti
1. 1 2  Cooper 2007, p. 74.
2. ↑   Supplement to the London Gazette, su london-gazette.co.uk, 19 ottobre 1943.
3. 1 2 3 4 5 6 7 8 9 10 11 12 13 14 15 16  Vconline.
4. 1 2 3 4 5 6  Kidd 2014, p. 42.
5. 1 2 3 4  di Nunzio 2018, p. 37.
6. ↑  Cooper 2007, p. 75.
7. ↑  Cooper 2007, p. 78.
8. ↑  (EN) The Arthur Aaron Statue, su Leeds Civic Trust. URL consultato il 24 aprile 2019 (archiviato dall'url originale il 4 luglio 2007).
9. ↑  Brave Arthur deserves his pride of place, Yorkshire Evening Post, 1 November 2007
10. ↑  Google Maps satellite image, retrieved 2012-11-19
11. ↑  Fourth Supplement to The London Gazette of 2 November 1943. 5 November 1943, Numb. 36235, p. 4859.
12. ↑  Supplement to The London Gazette of 19 October 1943. 5 November 1943, Numb. 36215, p. 4620.